# Мадона дела Кроче (Пескара)
Мадона дела Кроче (итал. Madonna della Croce) је насеље у Италији у округу Пескара, региону Абруцо.
Према процени из 2011. у насељу је живело 116 становника. Насеље се налази на надморској висини од 238 м.